# Soulaincourt
Soulaincourt est une ancienne commune française du département de la Haute-Marne en région Grand Est. Elle est associée à la commune de Thonnance-les-Moulins depuis 1973.

## Histoire
En 1789, Soulaincourt fait partie de la province de Champagne dans le bailliage de Chaumont et la prévôté d'Andelot.
Le 1er août 1973, la commune de Soulaincourt est rattachée à celle de Thonnance-les-Moulins sous le régime de la fusion-association.

## Politique et administration
| Période                                  | Période | Identité               | Étiquette | Qualité |
| ---------------------------------------- | ------- | ---------------------- | --------- | ------- |
| 1830                                     | 1860    | Jean-Baptiste DEMASSEY |           |         |
| 1860                                     | 1870    | Jules René DEMASSEY    |           |         |
| Les données manquantes sont à compléter. |         |                        |           |         |

| Période                                  | Période | Identité         | Étiquette | Qualité |
| ---------------------------------------- | ------- | ---------------- | --------- | ------- |
|                                          |         | Bernard Français |           |         |
| Les données manquantes sont à compléter. |         |                  |           |         |

## Démographie
| 1793 | 1800 | 1806 | 1821 | 1831 | 1836 | 1841 | 1846 | 1851 |
| ---- | ---- | ---- | ---- | ---- | ---- | ---- | ---- | ---- |
| 105  | 102  | 102  | 104  | 100  | 115  | 108  | 107  | 104  |

| 1856 | 1861 | 1866 | 1872 | 1876 | 1881 | 1886 | 1891 | 1896 |
| ---- | ---- | ---- | ---- | ---- | ---- | ---- | ---- | ---- |
| 96   | 95   | 96   | 93   | 83   | 87   | 87   | 255  | 84   |

| 1901 | 1906 | 1911 | 1921 | 1926 | 1931 | 1936 | 1946 | 1954 |
| ---- | ---- | ---- | ---- | ---- | ---- | ---- | ---- | ---- |
| 92   | 82   | 84   | 76   | 91   | 90   | 73   | 61   | 67   |

| 1962 | 1968 | - | - | - | - | - | - | - |
| ---- | ---- | - | - | - | - | - | - | - |
| 50   | 58   | - | - | - | - | - | - | - |

## Lieux et monuments
- Église Saint-Anne